# Kortoorspitsmuis
De kortoorspitsmuis (Cryptotis parvus)  is een zoogdier uit de familie van de spitsmuizen (Soricidae). De wetenschappelijke naam van de soort werd voor het eerst geldig gepubliceerd door Say in 1823.